# Stevie Wonderboy
Stevie Wonderboy, född 2003, är ett engelskt fullblod, mest känd för att ha segrat i Del Mar Futurity (2005) och Breeders' Cup Juvenile (2005).

## Bakgrund
Stevie Wonderboy ägs av Merv Griffin Ranch Company. Han föddes upp i Kentucky av John Gunther, Tony Holmes och Walter Zent. Han tränades av Doug O'Neill under hela hans tävlingskarriär och reds av Garrett Gomez. Stevie Wonderboy är efter Stephen Got Even och under stoet Heat Lightning (efter Summer Squall).
I hans blodslinje finns anmärkningsvärda hästar som Secretariat, Seattle Slew, Bold Ruler och Northern Dancer.

## Karriär
Stevie Wonderboy tävlade endast under 2005-06, och tog sina största segrar under debutsäsongen i Del Mar Futurity och Breeders' Cup Juvenile. Efter debutsäsongen utsågs han till United States Champion 2-Yr-Old Colt. Som treåring förväntades han bli en allvarlig utmanare i Triple Crown-löpen, men den 7 februari 2006 tillkännagavs det att Stevie Wonderboy hade fått en fraktur i fotleden. Den 8 februari 2006 sattes en skruv in i hans ben för att rätta till frakturen. Det meddelades även att han inte skulle tävla i Kentucky Derby eller någon av Triple Crown-löpen. I juli 2007 tillkännagavs att Stevie Wonderboy hade avslutat sin tävlingskarriär.

## Statistik
| Nr | Datum            | Löp                                    | Bana              | Jockey        | Tränare      | Plac. |
| -- | ---------------- | -------------------------------------- | ----------------- | ------------- | ------------ | ----- |
| 1  | 18 juni 2005     | Maidenlöp                              | Hollywood Park    | Garrett Gomez | Doug O'Neill | 2     |
| 2  | 16 juli 2005     | Hollywood Juvenile Championship Stakes | Hollywood Park    | Garrett Gomez | Doug O'Neill | 3     |
| 3  | 6 augusti 2005   | Maidenlöp                              | Del Mar Racetrack | Garrett Gomez | Doug O'Neill | 1     |
| 4  | 7 september 2005 | Del Mar Futurity                       | Del Mar Racetrack | Garrett Gomez | Doug O'Neill | 1     |
| 5  | 29 oktober 2005  | Breeders' Cup Juvenile                 | Belmont Park      | Garrett Gomez | Doug O'Neill | 1     |
| 6  | 14 januari 2006  | San Rafael Stakes                      | Santa Anita Park  | Garrett Gomez | Doug O'Neill | 2     |